# Matador Records
Matador Records — независимый звукозаписывающий лейбл, занимающийся инди-рок исполнителями.

## История
Matador Records был основан Крисом Ломбарди в его Нью-Йоркской квартире в 1989. В следующем году к нему присоединился менеджер Homestead Records Жерар Козлой (Gerard Cosloy), и с тех пор они работают вместе. В 1993 лейбл начал сотрудничество с Atlantic Records, которое продолжалось несколько лет. В 1996 Capitol Records приобрёл 49 % акций Matador Records, но в 1999 Ломбарди и Коузлой выкупили их обратно. С 2002 совладельцем является Beggars Group, и лейбл действует как в Нью-Йорке, так и в Лондоне. Видным человеком является Патрик Эмори (Patrick Amory), который долгое время был менеджером, а теперь стал президентом лейбла и партнёром Ломбарди и Коузлои.
В 2009 Matador Records приобрёл True Panther Sounds. В октябре 2010 лейбл широко[прояснить] отпраздновал своё 21-летие.

## Дискография
Полный список релизов лейбла доступен на его сайте.

## Известные музыканты
- Belle and Sebastian
- Car Seat Headrest
- Cat Power
- Ceremony
- Chelsea Light Moving
- Cold Cave
- Esben and the Witch
- Fucked Up
- Guided by Voices
- Iceage
- Interpol
- Jon Spencer Blues Explosion
- Kurt Vile
- Liz Phair
- Majical Cloudz
- Mogwai
- Pavement
- Pizzicato Five
- Pretty Girls Make Graves
- Queens of the Stone Age
- Savages
- Silkworm
- Ted Leo and the Pharmacists
- The New Pornographers
- Unsane
- Yo La Tengo